# Liste der Bischöfe von Przemyśl
Die folgenden Personen waren/sind römisch-katholische Bischöfe (seit 1992 Erzbischöfe) von Przemyśl (Polen):
- ?–1351 Iwan
- 1352–1375 Mikołaj Rusin
- 1377–1391 Erik von Winsen
- 1392–1420 Maciej Janina
- 1420–1435 Janusz z Lubienia
- 1436–1452 Piotr z Chrząstowa
- 1452–1474 Mikołaj z Błażejowa
- 1475–1481 Andrzej Oporowski (Administrator bis 1479)
- 1482–1484 Piotr z Bnina Moszyński
- 1484–1485 Jan Kaźmierski
- 1486–1492 Jan z Targowiska
- 1492–1498 Mikołaj Krajowski
- 1501–1503 Andrzej Boryszewski
- 1503–1514 Maciej Drziewicki
- 1514–1520 Piotr Tomicki
- 1520–1523 Rafał Leszczyński
- 1523–1527 Andrzej Krzycki
- 1527–1531 Jan Karnkowski
- 1531–1535 Jan Chojeński
- 1535–1537 Piotr Gamrat
- 1537–1544 Stanisław Tarło
- 1545–1559 Jan Dzieduski
- 1560–1560 Filip Padniewski
- 1560–1572 Walenty Herburt
- 1574–1577 Łukasz Kościelecki
- 1577–1583 Wojciech Sobiejuski-Staroźrebski
- 1583–1584 Jan Boruchowski
- 1585–1591 Wojciech Baranowski
- 1591–1601 Wawrzyniec Goślicki
- 1601–1608 Maciej Pstrokoński
- 1608–1619 Stanisław Sieciński
- 1619–1624 Jan Wężyk
- 1624–1627 Achacy Grochowski
- 1627–1631 Adam Nowodworski
- 1631–1635 Henryk Firlej
- 1635–1636 Andrzej Szołdrski
- 1636–1642 Piotr Gembicki
- 1642–1644 Aleksander Trzebieński
- 1644–1649 Paweł Pasiecki
- 1649–1654 Jan Zamoyski
- 1654–1658 Andrzej Trzebicki
- 1658–1677 Stanisław Sarnowski
- 1677–1688 Jan Stanisław Zbąski (auch Bischof von Ermland)
- 1689–1701 Jerzy Albrecht Denhoff
- 1701–1718 Jan Kazimierz de Alten Bokum
- 1719–1724 Christoph Andreas Johann Szembek
- 1724–1734 Aleksander Antoni Fredro
- 1734–1741 Walenty Czampski
- 1741–1760 Wacław Hieronim Sierakowski
- 1760–1764 Michał Wodzicki
- 1765–1766 Walenty Wężyk
- 1766–1768 Andrzej Stanisław Młodziejewski
- 1768–1783 Józef Tadeusz Kierski
- 1783–1786 Antoni Wacław Betański
- 1786–1824 Antoni Gołaszewski
- 1825–1832 Jan Antoni de Potoczki
- 1834–1839 Michał Korczyński
- 1840–1845 Franciszek Ksawery Zachariasiewicz
- 1846–1860 Franciszek Wierzchlejski
- 1860–1862 Adam Jasiński
- 1863–1869 Antoni Monastyrski
- 1870–1881 Maciej Hirschler
- 1881–1900 Łukasz Solecki
- 1900–1924 Józef Sebastian Pelczar
- 1924–1933 Anatol Nowak
- 1933–1964 Franciszek Barda
- 1965–1993 Ignacy Tokarczuk (erster Erzbischof ab 1992)
- 1993–2016 Józef Michalik
- seit 2016 Adam Szal